# Iglesia del Sagrado Corazón (Kírov)
La Iglesia del Sagrado Corazón de Jesús (en ruso: Церковь Пресвятого Сердца Иисуса) conocida también localmente como iglesia polaca de Alejandro, es una iglesia católica en la ciudad de Kirov (anteriormente llamada Vyatka) en Rusia. Ahora es una sala de conciertos en la que de vez en cuando se celebran misas. Este patrimonio histórico protegido fue construido en 1903.
A finales del siglo XIX los polacos influyentes pidieron permiso para construir una iglesia en Vyatka (ahora Kirov) y apelaron a un arquitecto de Varsovia, K. Wojciechowski, para los planes y a Ivan Tcharouchine para conducir las obras. La iglesia fue dedicada al Sagrado Corazón el 31 de agosto de 1903, en agradecimiento también al emperador Alejandro III que dio permiso para construirla. Por eso se llama localmente la iglesia polaca de Alejandro.
Después del regreso en 1990 de las relaciones normales entre el Estado y las diferentes religiones, la parroquia católica de Kirov se registra de nuevo. Sin embargo, la iglesia no ha podido regresar a ella, por lo que mientras tanto se ha transformado en una sala de conciertos. Los feligreses tienen derecho a celebrar la misa episódicamente, a pesar de la oposición de la administración de la sala de conciertos, y por lo general se reúnen en un hogar privado. La parroquia es dependiente del decanato del Sagrado Corazón de Rusia central, que a su vez depende de la Archidiócesis de Moscú.